# Spoorwegen in Jamaica
De spoorwegen in Jamaica vormen een net van 272 km lengte. Hiervan is sinds 1992 nog slechts 57 km in gebruik voor het vervoer van bauxiet naar havens en reizigersvervoer op een aantal trajecten. Het personenvervoer is in 1992 gestaakt. 

## Geschiedenis
Het Jamaicaans spoorwegnet is grotendeels aangelegd tussen 1845 en 1896. Op 21 november 1845 werd het traject Kingston - Spanish Town in gebruik genomen. Dit was een van de eerste spoorlijnen buiten Europa en de Verenigde Staten. Het was de tweede spoorlijn die in een Britse kolonie werd geopend.
Aan het einde van de negentiende eeuw had Jamaica een spoorwegnet over het gehele eiland met een lengte van 298 km. Tussen 1900 en de Tweede Wereldoorlog zijn er nog 80 km aan zijlijnen aangelegd. Het spoor werd in de eerste plaats aangelegd om landbouwproducten als suikerriet, bananen, cacaobonen, citrus en kokos op een efficiënte wijze van de plantages naar de steden, de havens en de verwerkende industrie te vervoeren. De na de afschaffing van de slavernij ontstane groep van kleine boeren gebruikte de trein om hun producten naar de markt te vervoeren.

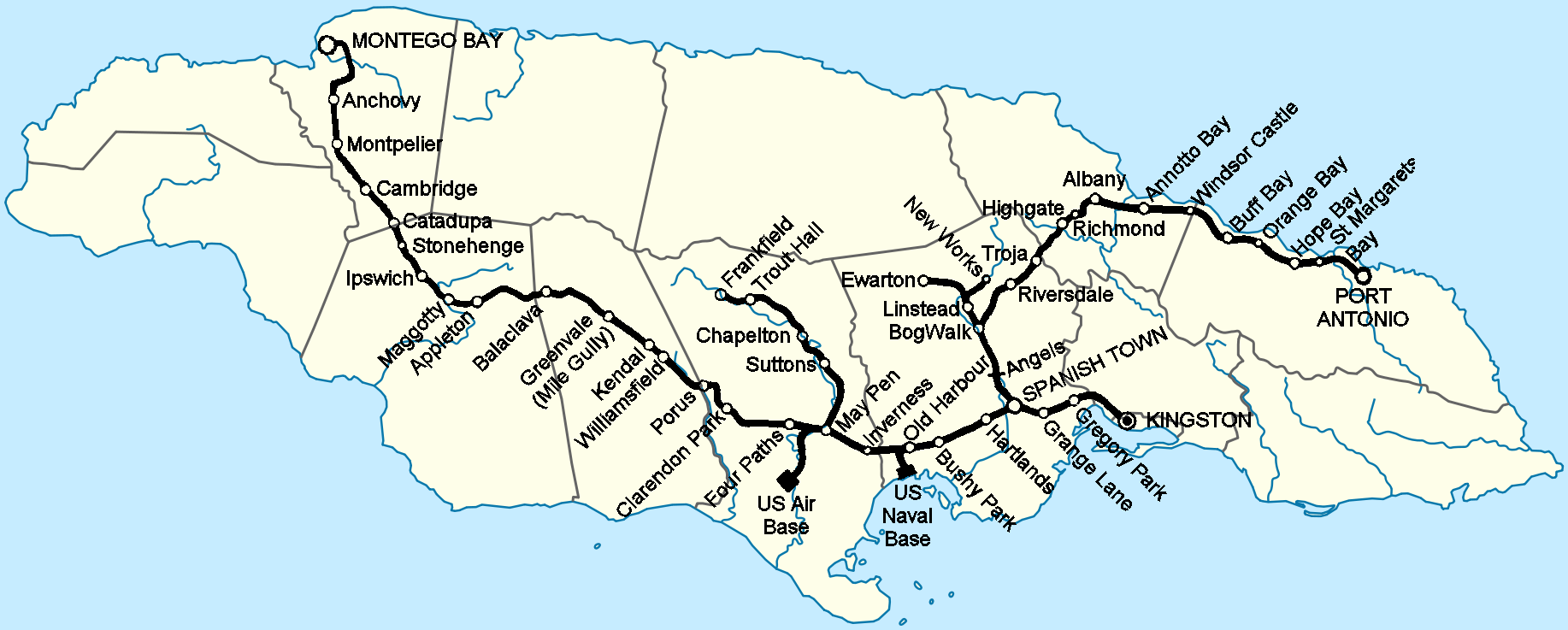
Het spoorwegnet van Jamaica ca. 1945

Sinds de jaren veertig wordt in Jamaica bauxiet gewonnen. De verschillende mijnbouwmaatschappijen hebben voor het transport van bauxiet naar havens een aantal eigen lijnen aangelegd en ze zijn gebruik gaan maken van het nationale spoornet.
Na een ernstig ongeval in 1957 met 175 dodelijke slachtoffers, werd besloten het verouderde spoorbedrijf te moderniseren en werd er nieuw materieel aangeschaft. Maar de achteruitgang van de plantage-economie, de opkomst van het wegverkeer en de schade die orkanen aanrichten leidden tot een sterke terugval in het vervoer van goederen en passagiers. In de jaren zeventig kwam de in 1960 gevormde Jamaica Railway Corporation steeds verder in de rode cijfers. De overheid koos ervoor om het bedrijf te subsidiëren en zo het railvervoer in stand te houden. Vanwege het gebrek aan middelen werd het onderhoud aan gebouwen en infrastructuur echter verwaarloosd. Ook werd het vervoer op enkele lijnen gestaakt. In 1988 bracht orkaan Gilbert veel schade toe aan het net, met name aan de lijn langs de noordkust naar Port Antonio, die toen overigens niet meer in gebruik was.
Naast het gewone reizigers- en goederenvervoer waren er speciale toeristentreinen, zoals de Appleton Express die vanuit Montego Bay naar de Appleton-plantage en distilleerderij reed.

## Personenvervoer
Het personenvervoer werd in 1992 geheel stilgelegd, nadat de Jamaicaanse overheid besloot de Jamaica Railway Corporation niet langer te subsidiëren. Omdat het wegverkeer vaak veel te wensen overlaat ontstonden er plannen om met de hulp van Chinees kapitaal de lijn tussen Kingston en Montego Bay weer in goede staat te brengen, zodat daar weer (personen)treinen kunnen gaan rijden.
In 2011 werd op een deel van het net het personenvervoer weer ingevoerd, van Spanish Town naar Linstead. Er waren ook plannen voor treinen tussen Spanish Town en Williamfield vanaf najaar 2011. Na het herstel van een spoorbrug wilde de Jamaica Railway Corporation in 2012 tussen Spanish Town en Kingston weer passagierstreinen te laten rijden. Vanwege de tegenvallende resultaten (geschat verlies € 15.000/maand) is besloten om per 21 augustus 2012 geheel te stoppen met reizigersverkeer.

## Stations
Tussen 1845 en 1896 zijn de meeste stations gebouwd, in de klassieke Jamaicaans-georgiaanse stijl. De gebouwen vertonen onderling een grote variatie, ook als ze langs dezelfde lijn zijn verrezen. De meeste gebouwen zijn in slechte staat door jarenlang gebrekkig onderhoud door de Jamaica Railway Corporation.

## Lijnen
De volgende lijnen zijn in dienst genomen tussen 1845 en 1925:
- Kingston - Spanish Town - May Pen - Williamsfield - Montego Bay
- Spanish Town - Bog Walk - Linstead - Ewarton
- Bog Walk - Buff Bay - Port Antonio (gesloten in 1978)
- Linstead - New Works (gesloten)
- May Pen - Frankfield (gesloten in 1974)

Voor het vervoer van bauxiet zijn later spoorlijnen aangelegd naar mijnen en naar de havens in Port Esquivel (gebruikt door Alcan), Rocky Point (Alcoa), Port Kaiser (Alpart) en Discovery Bay (Kaiser). De mijnbouwonderneming Reynolds beschikt over een eigen spoorwegnet.